# مات جونز (لاعب كرة القدم)
مات جونز (بالإنجليزية: Matt Jones)‏ (و. 1980  م) هو لاعب كرة القدم، من المملكة المتحدة، يلعب كلاعب وسط.

## روابط خارجية
- مات جونز على موقع قاعدة بيانات كرة القدم.إي يو (الإنجليزية)
- مات جونز على موقع Soccerbase.com (لاعب) (الإنجليزية)
- مات جونز على موقع عالم كرة القدم.نت (الإنجليزية)